# Изменчива листна жаба
Изменчивите листни жаби (Pristimantis variabilis) са вид земноводни от семейство Strabomantidae.
Срещат се в западните части на Амазония в Южна Америка.
Таксонът е описан за пръв път от американския херпетолог Джон Дъглас Линч през 1968 година.